# IC 2264
IC 2264 је појединачна звијезда у сазвјежђу Рак која се налази на листи објеката дубоког неба у Индекс каталогу.
Деклинација објекта је + 23° 42' 52" а ректасцензија 8h 17m 44,9s.